# Калужаночка
«Калужаночка» — ранее существовавший российский женский футбольный клуб из Калуги. Команда создана в 2010 году. Это третья попытка возродить женский футбол в Калуге. С 1991 по 1999 год существовал клуб «Калужанка», а с 2000 по 2006 год — клуб «Анненки».
В 2017 году команда стала чемпионом Первой лиги по мини-футболу.

## Достижения вчемпионате России
| Сезон   | Дивизион                    | Место | И  | В | Н | П  | М     | О  | Бомбардир                                                                              |
| ------- | --------------------------- | ----- | -- | - | - | -- | ----- | -- | -------------------------------------------------------------------------------------- |
| 2010    | Первый дивизион, зона Запад | 7     | 14 | 4 | 0 | 10 | 18-41 | 12 | 7 И.Никольская, 3 E.Никулочкина, О.Старостина, 2 E.Анопочкина, А.Болдникова, 1 автогол |
| 2011/12 | Первый дивизион, зона Запад | 9     | 18 | 2 | 1 | 15 | 14-71 | 7  | 10 И.Никольская, 3 Я.Никулочкина, 1 E.Тришина                                          |